# Форт-Джордж (Онтарио)
Форт-Джордж  является исторической военной структурой в Ниагара-он-те-Лейк, которая была ареной нескольких сражений во время  англо-американской войны 1812 года.  Форт состоит из земляных укреплений  и палисадов, а также зданий, включая помещения для офицеров, блокгаузы, и каменные погребы для припасов.  Напротив форта, через  реку Ниагара, стоит Форт Ниагара, который видно с городской стены форта.

## История
Форт Джордж был построен британской армией после того, как договор между Великобританией и США (1796) потребовал, чтобы Великобритания вышла из форта Ниагара.  Строительство нового форта происходило с 1796 по 1799 год.

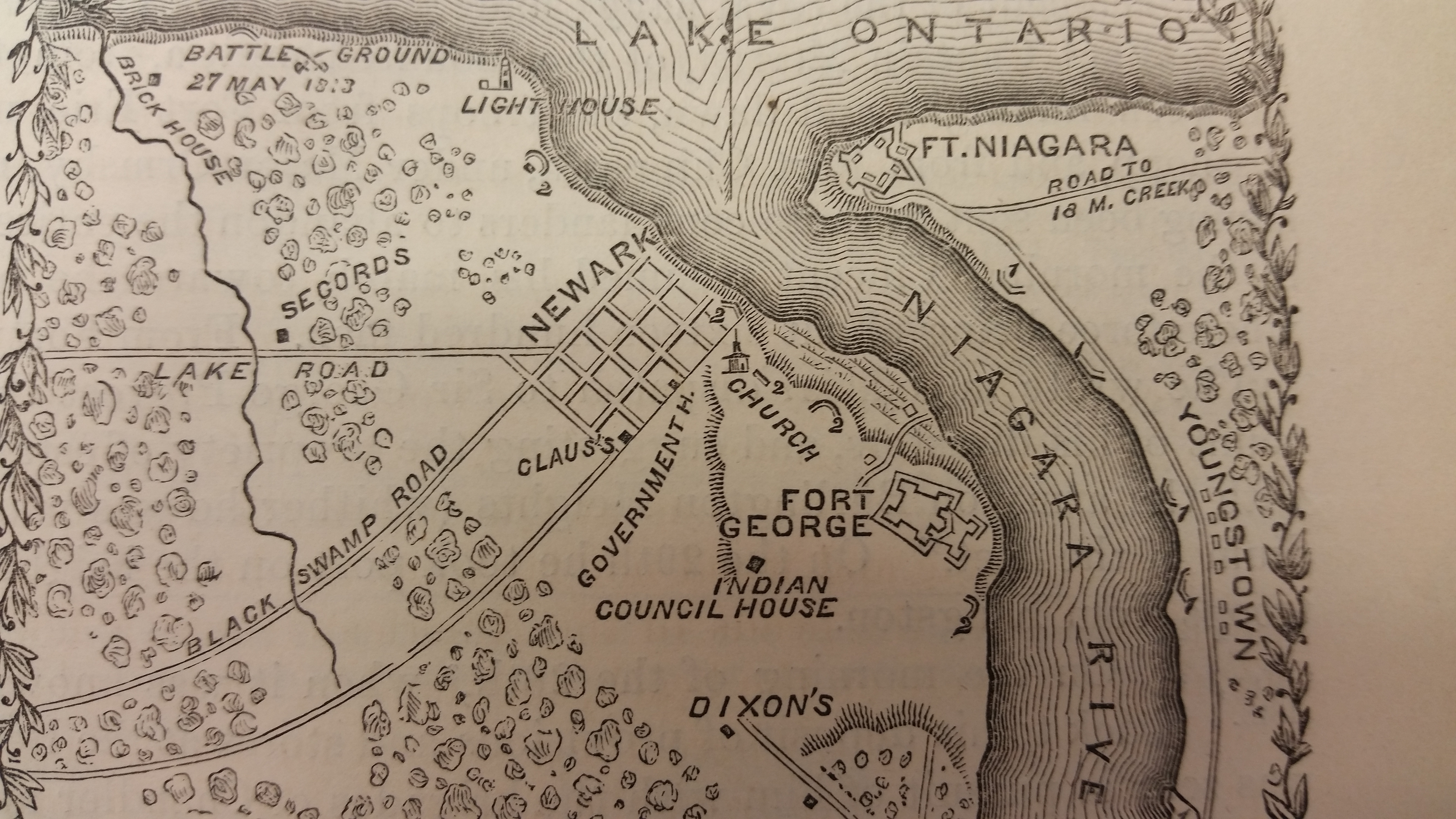
Карта форта Джордж и его окрестностей во время англо-американской войны 1812 года.

Во время  англо-американской войны 1812 года в окрестностях форта вспыхнуло несколько сражений.  Генерал-майор британской армии сэр Айзек Брок служил здесь на ранних этапах войны, пока не был убит в битве за Куинстонские высоты 13 октября 1812 года, пытаясь вернуть себе высоты.  
Во время  сражения за форт Джордж  форт был захвачен американскими войсками в мае 1813 года после двухдневного обстрела из форта Ниагара и американским флотом, после чего последовала жестокая битва.  Бригадный генерал Джон Винсент приказал войскам покинуть форт, чтобы свести к минимуму количество жертв.  После этого американцы построили здесь свои собственные укрепления  и использовали форт в качестве базы для вторжения в  Верхнюю Канаду. Это вторжение было остановлено в сражениях при  Стони-Крик и  Бобровых плотинах.  Форт был захвачен британской армией в декабре 1813 года после того, как силы США покинули британскую сторону реки.
Фортификационное сооружение использовалась канадской армией в качестве военной учебной базы во время Первой и Второй мировой войны под названием «Лагерь Ниагара».  Военные покинули территорию в 1966 году. 

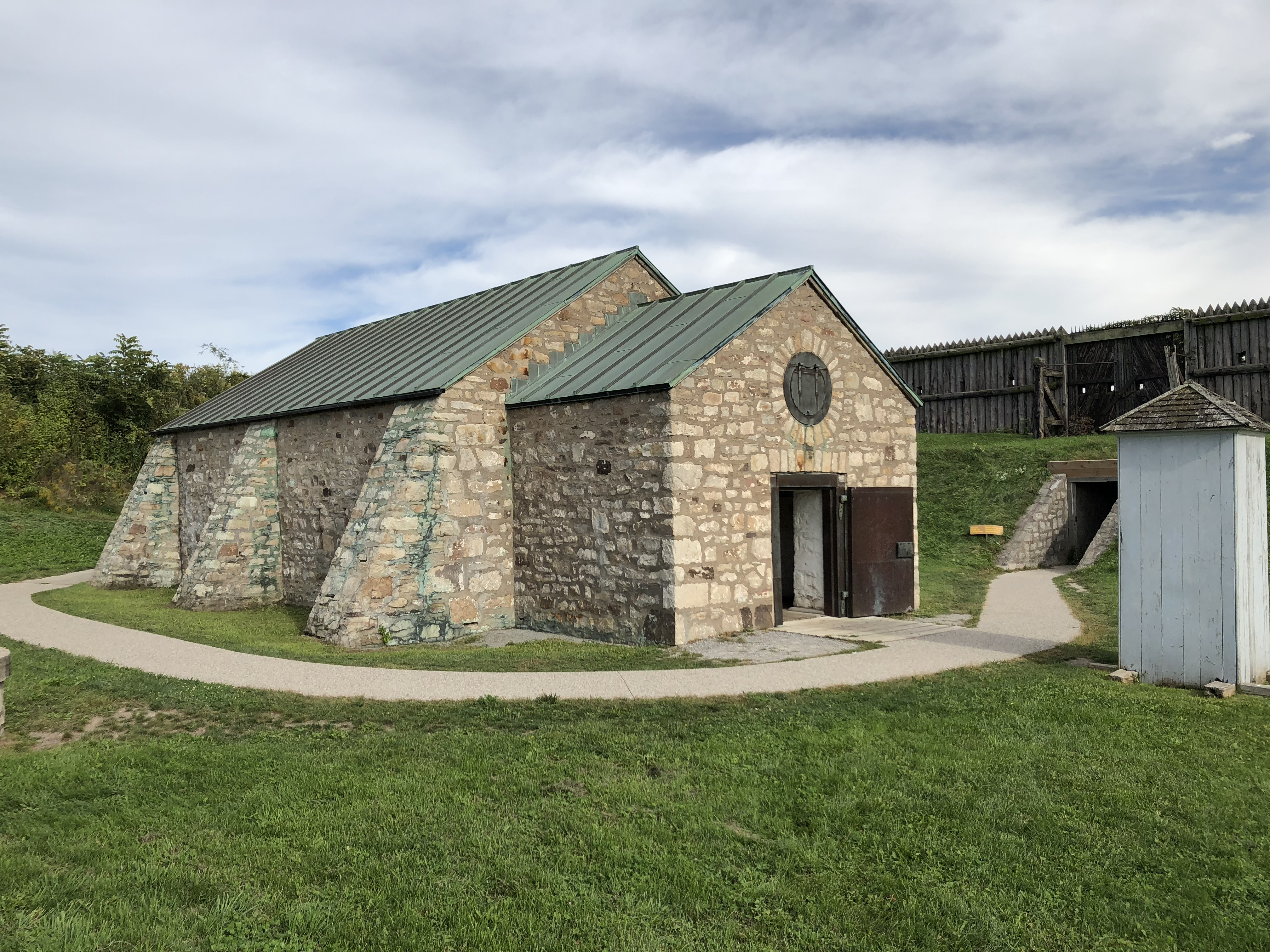
Склад боеприпасов- одна из нескольких построек форта.

Форт был реконструирован в 1930-х годах. Персонал сохраняет образ форта, каким он был в начале 19 века, используя исторические костюмы того времени. Летом они обучают студентов тактике и стрельбе.
Реконструкторы из Соединенных Штатов и Канады часто встречаются на территории форта и воссоздают битву, которая произошла в мае 1813 года. Это мероприятие стало проводиться с 1984 года и число участников выросло с 300 до более 1800 человек. 

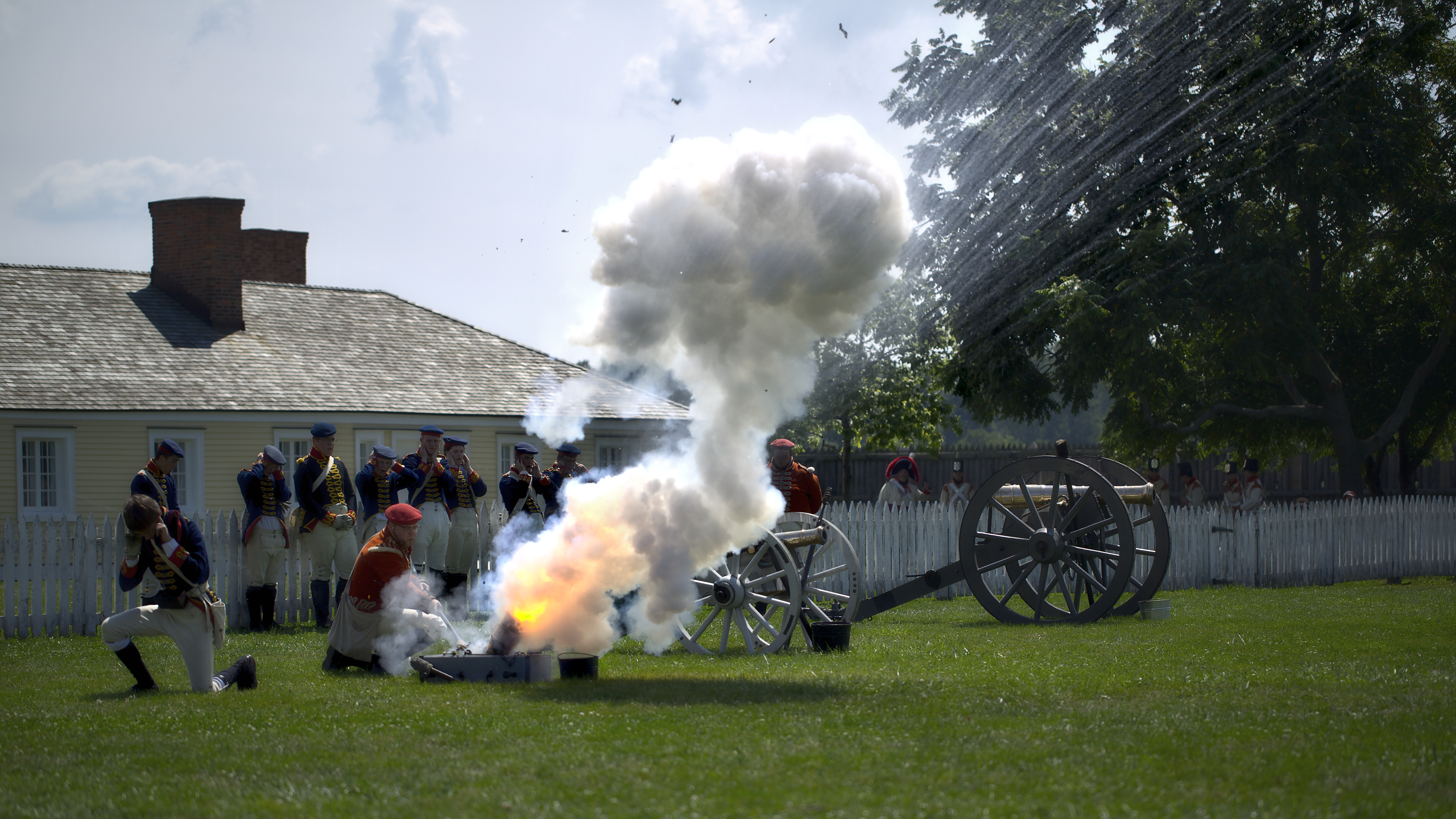
В настоящее время используемый в качестве «живого музея», Форт имеет ряд исторических реконструкций из сражений англо-американской войны.

.

## Примечание
1. ↑  Fort George National Historic Site of Canada. www.pc.gc.ca (15 марта 2012). Дата обращения: 24 сентября 2013. Архивировано 24 сентября 2015 года.
2. ↑  Fort George National Historic Site of Canada. Historic Places. Parks Canada. Дата обращения: 12 октября 2018. Архивировано 12 июня 2020 года.
3. ↑  http://www.waynecook.com/aniagara.html Архивная копия от 12 июня 2020 на Wayback Machine, Plaque 23
4. ↑  The Capture of Fort George, May 27th, 1813 -Niagara-on-the-Lake, Ontario. Дата обращения: 12 июня 2020. Архивировано 7 февраля 2020 года.
5. ↑  History of Fort George | The Friends of Fort George. Дата обращения: 12 июня 2020. Архивировано 4 сентября 2019 года.
6. ↑  http://www.waynecook.com/aniagara.html Архивная копия от 12 июня 2020 на Wayback Machine, Plaque6
7. ↑  The Military and Camp Niagara | Memories of Niagara. Дата обращения: 12 июня 2020. Архивировано 12 июня 2020 года.